# Werner Henke

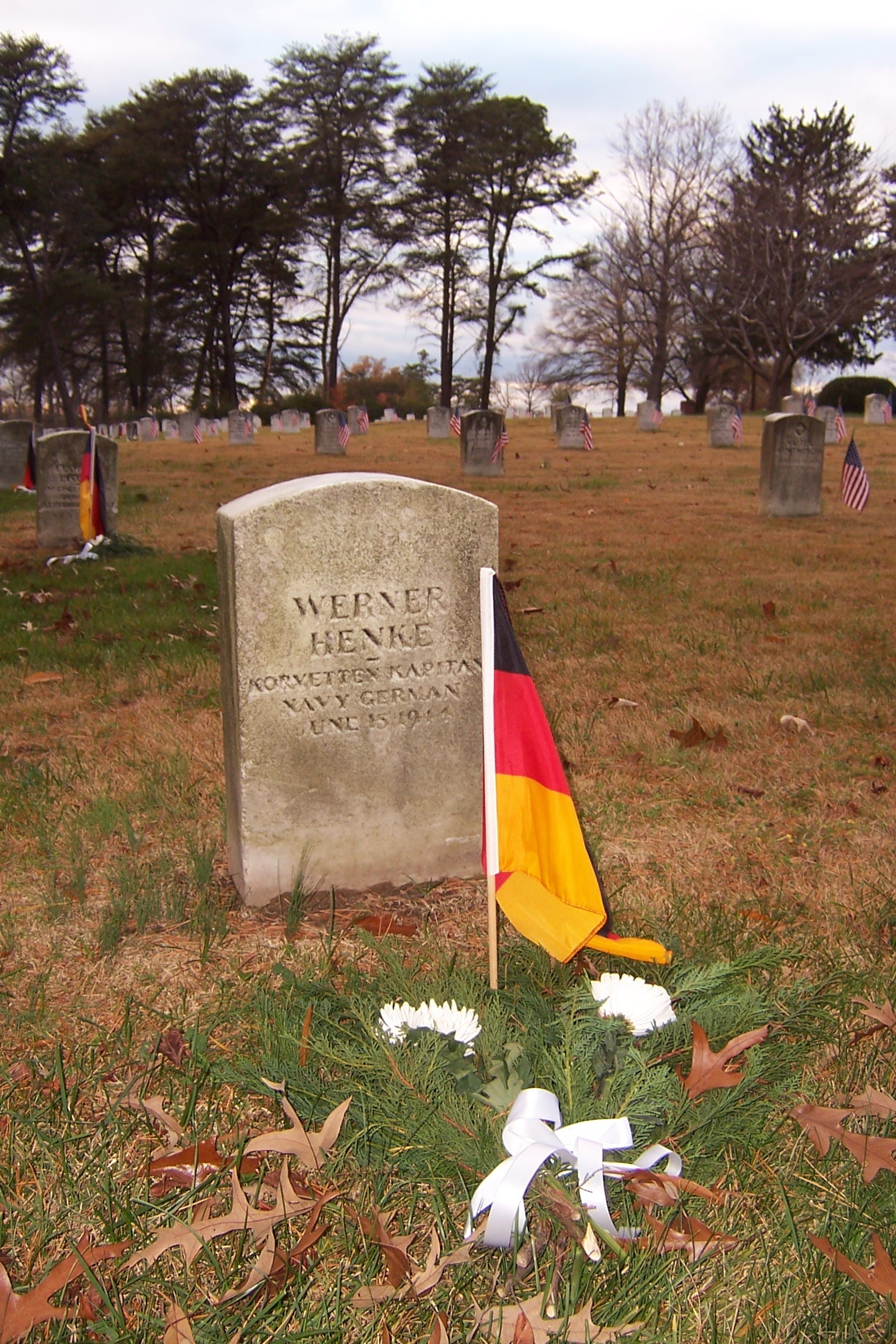
Nagrobek Wernera Henkego w Maryland

Werner Henke (ur. 13 maja 1909 w Rudaku, zm. 15 czerwca 1944 w Fort Hunt, Wirginia, USA) – niemiecki oficer marynarki z okresu II wojny światowej, as wojny podwodnej.

## Życiorys
Wstąpił do Reichsmarine w 1934. We wrześniu 1939 obsługiwał baterię 88 mm na pancerniku „Schleswig-Holstein”, ostrzeliwując Westerplatte. W 1940 został drugim oficerem na U-124. W lutym 1942 objął dowództwo nowo wybudowanego U-515 Typ IXC, na którym służył do momentu jego zatopienia przez samoloty z lotniskowca eskortowego USS „Guadalcanal” i niszczyciele 9 kwietnia 1944. W tym czasie Henke i jego U-515 tworzyli najskuteczniejszy zespół wśród niemieckich okrętów podwodnych.

### Niewola
Hanke i 43 członków załogi U-515 (16 poniosło śmierć) dostało się do amerykańskiej niewoli. Po przybyciu do USA Henke został przewieziony do amerykańskiego centrum przesłuchań Fort Hunt w Wirginii. Tutaj był przesłuchiwany kilka razy dziennie bez powodzenia. Złożył oświadczenie tylko pod przymusem. Amerykanie ogłosili wówczas, że zabiorą go do Kanady, gdzie znajdzie się pod wpływem władz brytyjskich. Henke był przekonany, że Brytyjczycy skażą go na śmierć. Wieczorem 15 czerwca 1944, na dzień przed planowanym przeniesieniem do Kanady, przeskoczył przez ogrodzenie obozu, nie odpowiedział na wezwania i został zastrzelony przez strażników.
Okoliczności zdarzenia wskazują, że Henke popełnił samobójstwo chcąc uniknąć – o czym przekonywali
go amerykańscy oficerowie wywiadu – grożącej mu ekstradycji do Wielkiej Brytanii i procesu pokazowego za rzekome zbrodnie wojenne (zatopienie angielskiego statku „Ceramic” 7 grudnia 1942, na którym zginęło 655 ludzi z 656 będących na pokładzie osób).
W rzeczywistości zarówno ekstradycja, jak i ewentualny proces nie były planowane, tylko były częścią gry mającej skłonić Henkego do współpracy.
Od września 1942 do końca wojny as nr 1. W czasie 6 patroli bojowych zatopił 24 statki i 2 okręty o pojemności 142 636 ton. Wykazał się jedną z największych dokładności między tonażem zatopionym zgłaszanym, a rzeczywistym – 13,6%, za co uzyskał pochwałę Dönitza. Odznaczony osobiście przez Hitlera Krzyżem Rycerskim w lipcu 1943.

## Rangi
- 1 lipca 1934 – Fähnrich zur See
- 8 kwietnia 1936 – Oberfähnrich zur See
- 1 października 1936 – Leutnant zur See
- 18 maja 1938 – Oberleutnant zur See
- 31 grudnia 1941 – Kapitänleutnant
- 18 marca 1945 – Korvettenkapitän (pośmiertnie)

## Odznaczenia
- Spanisches Marineverdienstkreuz – 6 lipca 1939
- Krzyż Żelazny II klasa (1939)- 6 lipca 1939
- Odznaka załóg U-Bootów (1939) (U-Boot-Kriegsabzeichen (1939)) – 4 maja 1941
- Krzyż Żelazny I klasa – 4 października 1941
- Krzyż Rycerski Krzyża Żelaznego z Liśćmi Dębu[5]
  - Krzyż Rycerski – 17 grudnia 1942
  - Liście Dębu – 4 lipca 1943 (257. nadanie)